# Марьясов, Владимир Борисович
Влади́мир Бори́сович Марья́сов  (род. 1922) — бригадир электромонтажников управления «Куйбышевгидрострой», Герой Социалистического Труда.

## Биография
Родился в селе Темра Красноярского края. Работал в Главэлектромонтаже с 1936 года. Участвовал в Великой Отечественной войне, служил наводчиком миномёта 23 гвардейского воздушно-десантного стрелкового полка.
С 1951 года работал в «Куйбышевгидрострое» бригадиром электромонтажников-верхолазов. Трудился на сооружении высоковольтных линий электропередач на Куйбышевскую ГЭС из Куйбышева и Сызрани, ЛЭП через водосливную и земляную плотины.
С 1964 работал мастером, позднее прорабом в Кишинёвском электромонтажном управлении.

## Награды
- Герой Социалистического Труда (1958);
- Орден Ленина (1958);
- Орден Отечественной войны I степени (1985);
- Медаль «За отвагу» (14.09.1943).